# Borja Sitjà
Borja Sitjà (Barcelona, 1956) és gestor cultural català, vinculat al món del teatre.
Llicenciat en història, des de jove ha estat vinculat al món del teatre. Entre el 1974 i el 1975 va formar part de l'equip de direcció del Festival Internacional de Teatre de Sitges, i els anys 1981 i 1982 va ser cap de gabinet del director de Teatres Nacionals del Ministerio de Cultura. Del 1983 al 1985 va treballar amb José Luis Tamayo com a director tècnic adjunt al Teatro Nacional María Guerrero (Centro Dramático Nacional) de Madrid, on seria director de Comunicació entre el 1985 i el 1989 amb Lluís Pasqual. Aquell any va produir La guerra de nuestros antepasados de Miguel Delibes al Teatro Bellas Artes de Madrid i, un any més tard, va marxar amb Lluís Pasqual al Théâtre Odéon de París, on va ser director de programació i va seguir treballant com a director artístic fins al 1996, en què es va incorporar a l'equip del nou director, Georges Lauvadant.
Paral·lelament, els anys 1991-1992 va ser assessor de la programació teatral de l'Exposició Universal de Sevilla del 1992 i assessor del director del Festival d'Avinyó. Entre el 1994 i el 1995 també va ser membre del Consell Artístic de la Biennal de Venècia i, entre el 1994 i el 1996, conseller artístic del Parc et Grande Halle de la Villette de París.
Després d'haver estat conseller artístic internacional del Teatre Nacional de Catalunya el 1999, l'any 2000 va ser nomenat director del Grec, on la seva primera tasca va ser internacionalitzar, racionalitzar i concentrar el festival reduint el nombre de propostes programades. Entre el 2001 i el 2004 s'encarrega de dirigir el Festival de les Arts del Fòrum Universal de les Cultures Barcelona 2004.
Entre els anys 2000 i 2006 va ser el director del Festival Grec. El 2006 va ser nomenat director de creació de l'Institut Ramon Llull, des d'on el 2007 es va responsabilitzar del programa artístic de la presència de la cultura catalana com a convidada d'honor a la Fira del Llibre de Frankfurt. A finals de 2010, va deixar l'Institut per tal d'incorporar-se al Grup Focus, on s'encarrega de gestionar els projectes internacionals. Des de l'any 2013, va compaginar aquesta feina amb la direcció artística de La Villarroel, sala teatral gestionada per Focus. Posteriorment, fins al 2016, va dirigir la programació del Romea.